# Anita Pallenberg
Anita Pallenberg (ur. 6 kwietnia 1942 w Rzymie, zm. 13 czerwca 2017 w Chichesterze) – niemiecko-włoska aktorka i modelka, stała się znana głównie dzięki swoim związkom ze sławnymi muzykami z zespołu The Rolling Stones.

## Życiorys
Pochodziła z rodziny artystycznej. Jej dziadek i pradziadek byli malarzami. Ona sama również potrafiła rysować. Dzieciństwo spędziła w domu dziadka w Rzymie, zaś lata młodości w Monachium, gdzie kształciła się w szkole artystycznej. Została z tej szkoły wydalona za złe się prowadzenie (m.in. picie alkoholu i jazdę autostopem, co uznawano za niemoralne). W młodości uprawiała liczne sporty, m.in. jazdę na nartach i żeglowanie.
W 1958 roku otrzymała stypendium w szkole grafiki w Rzymie. Wtedy związała się ze światem rzymskiej bohemy. Poznała m.in. reżyserów nurtu awangardy, w tym Federico Felliniego, Pier Paolo Pasoliniego, Luchino Viscontiego. Wtedy też rozpoczęła się jej kariera jako modelki, dzięki której podróżowała po świecie, oraz aktorki filmowej.
W latach 60. była członkinią bohemy związanej z pop-artem i bitnikami. W Nowym Jorku poznała m.in. Andy’ego Warhola. Przyjaźniła się też m.in. z marszandem Robertem Fraserem oraz handlarzem antyków i bibliofilem Christopherem Gibbsem. Znała też środowisko bohemy paryskiej. W 1961 roku była związana z Marią Schifanem, włoskim artystą pop-art.
W latach 1965–1967 Pallenberg była dziewczyną Briana Jonesa, założyciela i pierwszego lidera The Rolling Stones. Poznali się za kulisami na koncercie w Monachium w 1965 roku. Następnie Anita pojechała za zespołem do Berlina i Londynu. Ostatecznie Jones i Pallenberg zeszli się w domu przyjaciółki Anity, Deborah Dixon w Paryżu. Od początku ich związek był naznaczony narkotykami, przede wszystkim LSD. Gitarzysta zespołu Keith Richards wspomina w swojej autobiografii, że związek Jonesa i Pallenberg był toksyczny, dochodziło w nim do licznych kłótni i rękoczynów.
W 1967 roku Pallenberg porzuciła Jonesa i związała się z Richardsem. Ich związek przetrwał do 1979 roku. Mają razem trójkę dzieci – Marlona Leona Sundeepa (ur. 1969), Angelę Dandelion (ur. 1972) i Tara Jo Jo Gunne (urodzonego i zmarłego w 1976 roku). Będąc w związku z Richardsem, miała romans z wokalistą The Rolling Stones, Mickiem Jaggerem. Czas związku z Richardsem to też okres, kiedy Pallenberg była uzależniona od heroiny, kokainy oraz ich mieszanki speedballu.
W latach 60. Anita Pallenberg była kojarzona z licznymi skandalami obyczajowymi i narkotykowymi. Bywała zatrzymywana przez policję i osadzana w więzieniu.
Była osobą o szerokich zainteresowaniach i bogatym doświadczeniu. Potrafiła rozmawiać w trzech językach. Jej pierwszym językiem był niemiecki. Kojarzono ją z eleganckim stylem ubioru.

## Wybrana filmografia
- 1967 – Mord und Totschlag (ang. A Degree of Murder) jako Marie
- 1968 – Barbarella jako Wielki Tyran
- 1968 – Performance jako Pherber
- 1969 – Michael Kohlhaas, buntownik jako Katrina